# Paseíto Ramiro
El paseíto Ramiro es una plaza situada en el corazón de la ciudad de Alicante, España. La plaza se encuentra en el barrio de Casco Antiguo-Santa Cruz, con acceso a la avenida Juan Bautista Lafora y frente al paseo de Gómiz y la playa del Postiguet. 
Aunque en el pasado fue un hermoso jardín, en la actualidad es una plaza de cemento, junto al edificio brutalista de la biblioteca pública Azorín, frecuentada por aficionados del monopatinaje. En la plaza se encuentran un fragmento restaurado de las antiguas murallas de Alicante y un busto dedicado al poeta nicaragüense Rubén Darío. 

## Historia

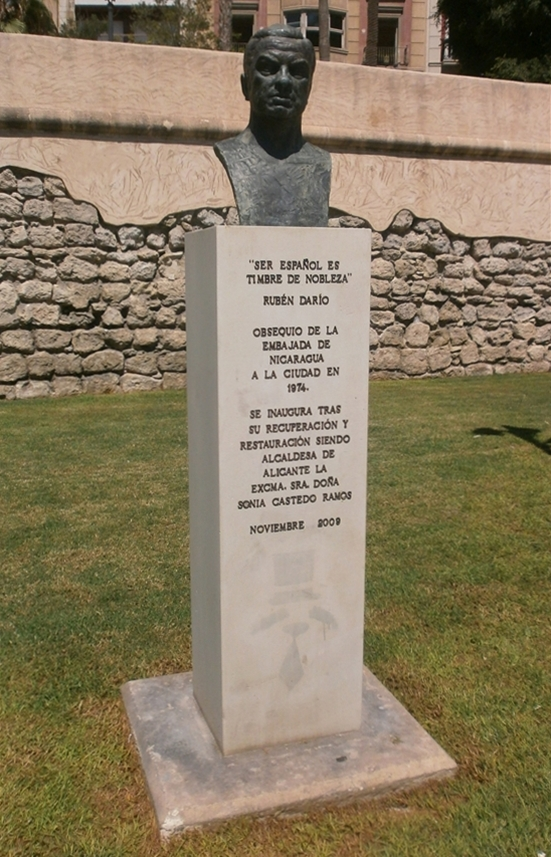
Monumento a Rubén Darío en el Paseíto Ramiro

En torno al siglo XIII, durante la dominación árabe, el Paseíto de Ramiro se encontraba junto a la antigua mezquita y estaba rodeada por las murallas de la ciudad.
No fue hasta 1882, cuando el alcalde Carlos Chorro Zaragoza decidió construir un jardín romántico en parte de la plaza, que se concluyó en 1885. En noviembre de ese mismo año, la plaza fue renombrada en honor al gobernador civil Ruiz Corbalán, quien combatió la epidemia de cólera de 1885. Durante ocho años, desde 1890 hasta 1898, se erigió en el jardín una estatua de bronce del filántropo cacereño José María Muñoz.
En 1912, parte del jardín se convirtió en una escuela nacional que se inauguró en agosto de 1913. En 1920, la plaza fue renombrada en honor a la Baronesa de Satrústegui, quien construyó el Asilo de Nuestra Señora de los Remedios. Al conocerse el asesinato de Federico García Lorca, la plaza pasó a llevar su nombre. En julio de 1939, tras la guerra civil española, la plaza fue renombrada en honor al teniente Luciáñez, hermano del primer alcalde de Alicante del franquismo Ambrosio Luciañez Riesco. En 1971, se iniciaron las obras de la Casa de Cultura, hoy biblioteca pública Azorín. En enero de 1983, se acordó oficialmente volver a denominar la plaza como Paseíto de Ramiro.